# Ihor Chimycz
Ihor Iwanowycz Chimycz, ukr. Ігор Іванович Хімич (ur. 1 września 1967) – ukraiński piłkarz, grający na pozycji bramkarza, trener piłkarski.

## Kariera piłkarska
W 1994 rozpoczął karierę piłkarską w drużynie Nywa Mironówka. Jesienią 1994 bronił barw zespołu amatorskiego Katech Irpień. W następnym roku przeniósł się do klubu Fakeł-HPZ Warwa, w którym występował z przerwami do 2000, po czym zakończył karierę piłkarza.

## Kariera trenerska
Po zakończeniu kariery piłkarza rozpoczął pracę szkoleniowca. Od lipca do października 2002, od 2003 do czerwca 2005 oraz od października 2006 do czerwca 2010 prowadził Roś Biała Cerkiew. Od 26 lipca 2010 do 2 sierpnia 2010 pełnił obowiązki głównego trenera Desny Czernihów.